# Dialakorodji
Dialakorodji – miasto w Mali, w Regionie Koulikoro. Według danych na rok 2009 liczyło 45 813 mieszkańców.